# 대우주와 소우주
대우주와 소우주(大宇宙與小宇宙, macrocosm and microcosm)는 가장 큰 규모(마크로코슴 또는 우주의 단계)에서부터 가장 작은 규모(미크로코슴 또는 아원자 혹은 형이상학적 단계)에 이르기까지, 우주의 모든 단계에서 같은 양식이 재생산된다고 여기는 고대 그리스의 신플라톤주의 모형이다. 이 체계에서, 중심은 우주를 담은 인간이다.
그리스인들은 모든 것에 대한 합리적인 설명에 철학적인 관계를 고려했으며, 그러한 이론을 통합하는 방법으로써 세계와 현실의 모든 단계를 통틀어 황금비가 되풀이 된다고 보았다. 요컨대, 그것은 한 사람에서부터 모든 사람에 이르기까지 다른 많은 규모의 실체에서 같은 특징이 나타남을 인식하는 것이다.
마크로코슴과 미크로코슴은 그리스어로 각각 "큰"과 "작은"을 뜻하는 마크로~(μακρο-)와 미크로~(μικρο-)와, "세계"와 "질서" 또는 "질서있는 세계"를 뜻하는 코스모스(κόσμος)의 합성어들이다.
는
오늘날, 소우주의 개념은 개인들의 한 작은 단체의 행동이 그것을 포괄하는 더 큰 사회체를 대표함을 의미하는 사회학이 우세하다. 소우주는 특별한 종류의 대요로 여겨질 수 있다. 역으로, 소우주는 더 작은 혼합체들로 이루어진 하나의 사회체이다.

## 같이 보기
- 위에서와 같이 아래에서도
- 존재의 대사슬
- 헤르메스주의
- 파라켈수스
- 티마이오스 (대화편)
- 가이스트
- 세계 영혼

## 참고 문헌
1. Republic, Plato, trans. By B. Jowett M.A., Vintage Books, NY.  § 435, pg 151

- Theories of Macrocosms and Microcosms in the History of Philosophy, G. P. Conger, NY, 1922, which includes a survey of critical discussions up to 1922.